# Triplectidina nigricornis
Triplectidina nigricornis är en nattsländeart som beskrevs av Martin E. Mosely 1936. Triplectidina nigricornis ingår i släktet Triplectidina och familjen långhornssländor. Inga underarter finns listade i Catalogue of Life.